# Агнес Балца
Агни Балца (на гръцки: Aγνή Mπάλτσα), известна като Агнес Балца, е гръцка оперна певица, мецосопрано. Гласът ѝ е широкообхватен, с плътен наситен тембър. Притежава виртуозна вокална техника и многостранни актьорски умения.

## Биография
Родена е на 19 ноември 1944 година на йонийския остров Левкада. От шестгодишна възраст учи пиано. През 1958 г. се премества в Атина, за да учи пеене. През 1965 г. завършва Гръцката национална консерватория. Продължава обучението си в Мюнхен със стипендия от Мария Калас.
Дебютира във Франкфуртската опера през 1968 г. като Керубино в операта на Моцарт „Сватбата на Фигаро“,  а след това през 1970 г. играе на сцената на Виенската държавна опера като Октавиан в „Кавалера на розата“ на Рихард Щраус (по-късно изпява същата партия на фестивала в Залцбург в спектакъл, режисиран от Херберт фон Караян). Оттогава се изявява предимно в Австрия.
През 1974 пее на сцената на Ла Скала, изпълнявайки партията на Дорабела в „Така правят всички“ от Моцарт. През 1976 г. пее в Ковънт Гардън, прави и голямо турне в САЩ с Караян. В 1979 г. дебютира в Метрополитън опера с партията на Октавиан в „Кавалера на розата“. В Ла Скала има голям успех през 1985 г. с партията на Ромео в „Капулети и Монтеки“ на Белини. Изявява се предимно в Австрия. Нееднократно пее на Залцбургския фестивал (Еболи в „Дон Карлос“ 1977, Кармен 1985 и други).
Известна е най-вече с ролята на Кармен в едноименната опера на Бизе, която е изпълнявала с известни тенори като Хосе Карерас, Нийл Шикоф и други. Пее в опери на Моцарт („Така правят всички“), Росини („Севилският бръснар“, „Пепеляшка“, „Италианката в Алжир“), Маскани („Селска чест“), Сен-Санс („Самсон и Далила“), Верди („Аида“, „Силата на съдбата, „Трубадур“, „Дон Карлос“), Белини („Капулети и Монтеки“) и Доницети („Звънчето“, „Мария Стюарт“).
Участва в австрийския телевизионен филм „Дует“ през 1992 г. като оперна певица.
Пеенето на Балса се отличава със специален темперамент и израз. 

## Дискография
Има обширна дискография. Записите включват главните партии в Кармен (Deutsche Grammophon, диригент Джеймс Ливайн), Самсон и Далила (Philips, дирижиран от Колин Дейвис), Исабела в една от най-добрите версии на операта „Италианката в Алжир“ (дирижирана от Клаудио Абадо, Deutsche Grammophon), партията на Ромео в „Капулети и Монтеки“ (диригент Рикардо Мути, EMI) и други.